# Lenka Chalupová
Lenka Chalupová (* 4. února 1973 Přerov) je česká novinářka, spisovatelka a tisková mluvčí, absolventka žurnalistiky na Univerzitě Palackého v Olomouci, členka Asociace spisovatelů a držitelka Ceny Olomouckého kraje za literaturu.

## Životopis
Vystudovala žurnalistiku na Univerzitě Palackého v Olomouci. Pracovala jako redaktorka pro Přerovský deník, TV Přerov, časopis MF Sedmička, v současné době je tiskovou mluvčí města Přerova. Napsala 12 knih, většina jejích příběhů je doprovázena temnou linkou či detektivní zápletkou s nečekaným rozuzlením. Píše knihy ze současnosti i nedávné minulosti, ve svých třech posledních knihách Svatojánské ořechy (2023), Páté jablko (2022) a Kyselé třešně (2020) se vrací do čtyřicátých a padesátých let minulého století a poutavě líčí osudy lidí z vesnic u Přerova. Kromě již zmíněných románů je autorkou také knih Začátek (2019), Liščí tanec (2018) – čtení na pokračování pro Český rozhlas bylo natočeno v roce 2021, Ptačí žena (2017), Tyrkysové oko (2016), Ledové střepy (2015), Pomněnkové matky (2014), Utopená (2013), Vosí hnízda (2009) a Neříkej mi vůbec nic (2004). Je vdaná, má syna Štěpána a dceru Kláru.[zdroj?]

## Dílo
- Svatojánské ořechy (2023)
- Páté jablko (2022)
- Kyselé třešně (2020)
- Začátek (2019)
- Liščí tanec (2018)
- Ptačí žena (2017)
- Tyrkysové oko (2016)
- Ledové střepy (2015)
- Pomněnkové matky (2014)
- Utopená (2013)
- Vosí hnízda (2009)
- Neříkej mi vůbec nic (2004)